# I Told You I Was Trouble: Live in London
I Told You I Was Trouble: Live In London es un DVD de la cantante Amy Winehouse lanzado el 5 de noviembre de 2007.

## Lista de canciones
Live in London title:
1. Intro/"Addicted"
2. "Just Friends"
3. "Cherry"
4. "Back To Black"
5. "Wake Up Alone"
6. "Tears Dry On Their Own"
7. "He Can Only Hold Her"
8. "Doo Wop (That Thing)" (Lauryn Hill cover)
9. "Fuck Me Pumps"
10. "Some Unholy War"
11. "Love Is A Losing Game"
12. "Valerie"
13. "Hey Little Rich Girl" feat. Zalon & Ade
14. "Rehab"
15. "You Know I'm No Good"
16. Encore: "Me & Mr. Jones"
17. Encore: "Monkey Man"
18. Outro: "End/Goodbyes"

"I Told You I Was Trouble" documentary title:
1. "The Early Years"
2. "Life in the U.K."
3. "The U.S. Story"
4. "Back Home ... The Future"

## Personal
- Amy Winehouse: vocals.
- Dale Davis: bass.
- Zalon Thompson & Ade Omatayo: b. vocals.
- Robin Banerjee: guitars.
- Nathan Alan: drums.
- Xantone Blacq: keyboards.
- Henry Collins: trumpet.
- James Hunt: alto saxophone, flute.
- Frank Walden: baritone saxophone.

## Posicionamiento
| Listas (2007)     | Posición | Ventas       | Certificación |
| ----------------- | -------- | ------------ | ------------- |
| Argentina - CAPIF |          | 80 000 sold  | 2x Platinum   |
| Austria           | 3        |              |               |
| Brazil - ABPD     | 8        | 125 000 sold | Diamond       |
| New Zealand       | 3        | 2500 sold    | Gold          |
| Australia         | 27       | 7500 sold    | Gold          |